# Omphaloscelis rufovenata
Omphaloscelis rufovenata là một loài bướm đêm trong họ Noctuidae.